# La Légende de nouvel homme
La Légende de nouvel homme est le deuxième tome de la série de bande dessinée L'Esprit de Warren. Ce tome revient sur les évènements qui ont conduit Warren Wednesday à la chambre à gaz. Il explique la naissance et l'évolution du jeune Warren. Celui-ci semble vouloir quitter son ancienne vie.

## Personnages
- Warren Wednesday : issu d'un milieu bourgeois, petit, malingre, très doux, gros lecteur. Il est arrêté une première fois en 1954 à l'âge de 14 ans, il est accusé du meurtre de sa mère et d'un ami de celle-ci. En prison de 1954 à 1966, il devient bibliothécaire, a de bonnes relations avec ses codétenus. Libéré, un an plus tard il devient le leader d'un groupe d'indiens navajos. Condamné en 1967 à la chambre à gaz pour le massacre du cinéaste Henry Chrisler et de toute sa famille.
- Warren Wednesday Junior : jeune indien navajo, Pendant des années, il n'a eu de cesse d'éliminer les membres  du jury à l'origine de la condamnation de Warren. Il n'a pu se résoudre à tuer la dernière victime et commence à se poser des questions.
- Sarah Abrahamson : afro-américaine, barmaid et comédienne. Elle joue le rôle d'une indienne navajo dans une nouvelle pièce, cherche des informations sur ce personnage.
- Billy Abrahamson : son frère, en liberté surveillée. Il a dû donner certains de ses complices pour sortir de prison et vit sur le qui-vive.
- Anselina Kahena: jeune navaro, miss navajoland 1966. Fille  d'un homme médecine.

## Synopsis
Un lieutenant enquête sur Warren. Il rencontre plusieurs témoins : le médecin blessé par Warren Junior en 1981, lors de son évasion de prison ; le directeur du pénitencier qui a accueilli Warren  dans les années 1960 ; un vieil indien qui a participé au massacre des Chrysler.
Ce dernier raconte sa rencontre avec Warren en 1967. Ce soir là, Warren a ramassé une jeune indienne violée et blessée. Il la veille, participe à un rite de guérison avec le clan. Anselina guérit, Warren est accueilli comme le messie par le clan qui voit en lui l'« Homme nouveau ». Il redonne aux indiens espoir et fierté, les pousse dans leur guerre de libération, se lance avec eux dans une guerre de reconquête de leur territoire.
Très vite, les indiens vont se heurter à la police qui utilise les grands moyens. Pour les tirer de ce mauvais pas, Warren prend en otage la famille du réalisateur de western Chrysler. L'assaut de la police déclenche la fusillade, toute la famille est décimée. Warren est condamné à mort. Il a la certitude que son esprit peut revenir achever la mission qui l'attendait. Le jour de l'exécution, Anselina, dans le public accouche d'un petit Warren. Il va grandir dans la tribu et le culte de son père. A huit ans, il subit une initiation. Il doit tuer Sipari, son chat et unique compagnon afin de devenir insensible. Commence pour lui ensuite, une longue route, parsemée des meurtres de ceux qui ont tué son père.
Alors que le lieutenant mène son enquête, Warren Junior tente de reprendre une vie normale, sa vengeance a pris fin, il doit savoir qui il est. Dans un bar, il rencontre Sarah qui lui fixe rendez-vous. Dans la nuit, le frère de Sarah, se sentant menacé lui tire dessus. Blessé, il est recueilli par Sarah.